# Carmen Machi
María del Carmen Machi Arroyo (Madrid, 7 gennaio 1963) è un'attrice spagnola.

## Biografia
Nata a Madrid da padre italiano (la famiglia di suo padre è di Genova) e madre spagnola, studia recitazione per diversi anni e si laurea in lettere con il massimo dei voti. Dopo una lunga carriera teatrale, nel 1999 esordisce al cinema con Shacky Carmine e nel 2002 interpreta un'infermiera nel cult Parla con lei, del maestro Pedro Almodóvar. In campo televisivo, è particolarmente ricordata per l'interpretazione del personaggio Aída, nelle serie televisive 7 vidas e Aída, che le è valso un Fotograma d'argento (uno dei massimi riconoscimenti spagnoli in campo televisivo). Nel 2023 ottiene il plauso di pubblico e critica per il ruolo della rigida Asun nel thriller Piggy. Grazie a questo ruolo, ottiene una candidatura al Premio Goya alla miglior attrice non protagonista e la sua terza nomination ai Premios TP de Oro.

## Filmografia

### Cinema
- Shacky Carmine, regia di Chema de la Peña (1999)
- Sin vergüenza, regia di Joaquín Oristrell (2001)
- Parla con lei (Hable con ella), regia di Pedro Almodóvar (2002)
- El caballero Don Quijote, regia di Manuel Gutiérrez Aragón (2002)
- Torremolinos 73 - Ma tu lo faresti un film porno? (Torremolinos 73), regia di Pablo Berger (2003)
- Descongélate!, regia di Dunia Ayaso e Félix Sabroso (2003)
- Escuela de seducción, regia di Javier Balaguer (2004)
- Un rey en La Habana, regia di Alexis Valdés (2005)
- Una magica notte d'estate, regia di Ángel de la Cruz, Manolo Gómez (2005)
- Vida y color, regia di Santiago Tabernero (2005)
- Lo que sé de Lola, regia di Javier Rebollo (2006)
- Lo mejor de mí, regia di Roser Aguilar (2007)
- La concejala antropófaga, regia di Pedro Almodóvar (2009) - cortometraggio
- Gli abbracci spezzati (Los abrazos rotos), regia di Pedro Almodóvar (2009)
- La mujer sin piano, regia di Javier Rebollo (2009)
- Pájaros de papel, regia di Emilio Aragón (2010)
- Que se mueran los feos, regia di Nacho G. Velilla (2010)
- La pelle che abito (La piel que habito), regia di Pedro Almodóvar (2011)
- Gli amanti passeggeri (Los amantes pasajeros), regia di Pedro Almodóvar (2013)
- La Estrella, regia di Alberto Aranda (2013)
- Ocho apellidos vascos, regia di Emilio Martínez Lázaro (2014)
- Kamikaze, regia di Álex Pina (2014)
- Murieron por encima de sus posibilidades, regia di Isaki Lacuesta (2014)
- Sognando il nord (Perdiendo el norte), regia di Nacho G. Velilla (2015)
- Requisitos para ser una persona normal, regia di Leticia Dolera (2015)
- Mi gran noche, regia di Álex de la Iglesia (2015)
- El tiempo de los monstruos, regia di Félix Sabroso (2015)
- Ocho apellidos catalanes, regia di Emilio Martínez Lázaro (2015)
- Rumbos, regia di Manuela Burló Moreno (2016)
- La puerta abierta, regia di Marina Seresesky (2016)
- Las furias, regia di Miguel del Arco (2016)
- Villaviciosa de al lado, regia di Nacho G. Velilla (2016)
- Proyecto tiempo, regia di Isabel Coixet (2017)
- Pelle (Pieles), regia di Eduardo Casanova (2017)
- El bar, regia di Álex de la Iglesia (2017)
- Un amore di mamma (Amor de madre), regia di Paco Caballero (2022)
- Piggy, regia di Carlota Pereda (2022)

### Televisione
- Manos a la obra – serie TV, 1 episodio (1999)
- Policías, en el corazón de la calle – serie TV, 4 episodi (2000-2001)
- El botones Sacarino – serie TV, 1 episodio (2001)
- 7 vidas – serie TV, 101 episodi (2000-2006)
- Aída – serie TV, 101 episodi (2005-2014)
- Lo que surja – webserie, 1 episodio (2007)
- Rescatando a Sara – miniserie TV, 2 puntate (2012)
- Fenómenos – serie TV, 1 episodio (2012)
- Criminal: Spagna – miniserie TV, 1 episodio (Isabel) 2019

## Teatro
- María Sarmiento
- Il mercante di Venezia.
- Retablo de la avaricia
- La lujuria y la muerte
- 5 mujeres.com
- Roberto Zucco
- Auto (2007).
- La tortuga de Darwin (2008-).

## Riconoscimenti
- Premio Goya
  - 2023 - Candidatura alla miglior attrice non protagonista per Piggy

- Fotogramas de Plata
  - 2004 - Miglior attrice televisiva per 7 vidas
  - 2007 - Candidatura alla miglior attrice televisiva per Aída

- Premios TP de Oro
  - 2007 - Miglior attrice di TV, per Aída

- Premios Max
  - 2008 - Candidatura alla miglior attrice di teatro per La tortuga de Darwin
- Premios ATV
  - Miglior attrice, per Aída, 2007
  - Nominata, 2006, 2004

- Premios de la Unión de Actores
  - Miglior attrice di TV, 2000
  - Miglior attrice di TV, 2005, 2004
  - Nominata, Miglior attrice protagonista di TV, 2001
  - Nominata, Miglior attrice secondaria di teatro, per La tortuga de Darwin, 2008

## Doppiatrici italiane
- Elisabetta Cesone in El bar
- Paola Majano in Piggy